# 1604年泉州地震
1604年泉州地震，是指明萬曆三十二年十一月初九（西元1604年12月29日）戌時:143发生在福建泉州以东海域的大地震。地震规模7½级:143。此次地震最远距震中达220公里，有感范围最远达1000公里。在中國大陸，福建、江西、浙江、安徽、江苏、上海、湖北、湖南、广东、广西等省市124个县有地震记载。臺灣新竹有異常水位記載。這也是福建沿海至今唯一的大地震:47。

## 地质构造
泉州地处泉州－汕头地震带。這是中國大陸东南沿海地震活动最频繁的地震带。1445年至1609年期間，該帶處於地震活跃期，多次发生破坏性地震。

## 經過與影響
万历三十二年十一月初二（1604年12月22日），晉江安海地震。初八（12月28日）夜，泉州、惠安地震。:145初九（12月29日）主震:143。
主震发生在傍晚，故此闽南沿海大部分地区都有人畜伤亡。福建、江西、浙江3省22个县（市）都有不同程度的震害記載。
主震时，泉州山石海水皆动。城内外楼房店铺悉數倾倒。开元寺东塔顶盖南部的椽石毁坏两条，东南角毁坏八條。洛阳桥損壞。多处地裂缝。:143清源山地缝涌出砂、水，气若硫磺。沿海覆舟甚多。:143
南安城堞尽圮，民舍坠坏甚多。地裂数处。:143
莆田城墙崩塌数处，城中高大建筑大多倾塌，乡间厝屋倾倒无算。洋尾厝、下柯地、港利田地皆裂，冒黑砂，带硫磺殠味，池水因地裂干涸。:143
漳浦南门外，田陷一穴，宽五丈餘，深约二丈，涌出的水中有黑砂泥。南安民居坠坏甚多。同安庐舍多有倾颓者。安溪山川崩裂。福宁大震时，闻响声如雷。
此次地震，最远距震中达220公里，有感范围最远达1000公里。在中國大陸，福建、江西、浙江、安徽、江苏、上海、湖北、湖南、广东、广西等省市124个县皆有地動的记载。在臺灣新竹，也有海水位異常變化的記錄，記錄波高约20至30厘米。
主震之夜，凡震十餘次。此後泉州一帶連日地震，至萬曆三十三年正月初六（1605年2月23日）乃休:145。嗣後的餘震當中，五級以上的晚期强馀震有兩次，分別發生在萬曆三十五年（1607年）秋與三十七年五月初六（1609年6月7日）:48。

## 震源参数
此次地震的文獻記載有限:47。震中在海上，无法划出极震区范围，陆地资料则相对较少:49。不同學者所分析的資料不同，得出的宏观震中位置与震级大小亦有很大差异:47。下表列出各种资料给出的地震基本参数。其中烈度均采用麦加利地震烈度或修订麦加利地震烈度度量。原資料未提供的參數則留空。
| 资料来源                       | 发震时刻   | 震中位置                          | 震级 | 震中烈度 | 参考文献 |
| ------------------------------ | ---------- | --------------------------------- | ---- | -------- | -------- |
| 中国地震目录（1960）           |            | 25°00′N 119°00′E / 25.0°N 119.0°E | 8    | XI       | [ 6 ]    |
| 中國地震目錄（1971）           |            | 25°00′N 119°30′E / 25.0°N 119.5°E | 8    |          | [ 7 ]    |
| 福建破壞性地震簡目（1979）     |            | 25°00′N 119°30′E / 25.0°N 119.5°E | 8    |          | [ 8 ]    |
| 泉州地震的探討（1980）         | 1604-12-29 | 24°48′N 118°54′E / 24.8°N 118.9°E | 7½   | Ⅹ        | [ 3 ]    |
| 中國地震目錄（1983）           |            | 25°00′N 119°30′E / 25.0°N 119.5°E | 8    |          | [ 9 ]    |
| 中國地震簡目（1988）           |            | 25°00′N 119°30′E / 25.0°N 119.5°E | 8    |          | [ 10 ]   |
| 闽粤海外的历史地震活动（1991） |            |                                   | 7½   |          | [ 11 ]   |
| 中国历史强震目录（1995年）     | 1604-12-29 | 24°42′N 119°00′E / 24.7°N 119.0°E | 7½   |          | [ 1 ]    |

中國国家地震局地球物理研究所贾素娟比对了1604年、1607年、1609年以及1906年泉州地震的震中位置及烈度数据，认为1995年《中国历史强震目录》所给出的1604年地震数据较为合理。

## 條目注释
1. 1 2  中國国家地震局地球物理研究所贾素娟将1607年、1609年的泉州地震视为1604年泉州地震的晚期強餘震[5]:50-51。1995年《中国历史强震目录》亦如是[1]:145。